# Amphisbetesis
 (février 2022).
L'amphisbetesis (en grec ancien : ἀμφιδβήτησις) est un concept grec qui se rapporte au fait de remettre en jeu, de contredire. En philosophie, le terme a permis le sens d'une dialectique du prétendant et du rival. 

## Concept

### En droit athénien
À Athènes, l'amphisbetesis est un terme juridique. Lorsqu'un parent décédait sans descendants, et qu'un lointain cousin voulait être reconnu comme un parent éloigné pour obtenir l'héritage, il devait procéder à une proclamation de son droit par une communication avec l'archonte compétent. Le terme peut alors être traduit comme une revendication, une mise en jeu.
Aristote, loin de se conformer à l'utilisation philosophique du terme par son maître, utilise amphisbetesis pour signifier les disputes, les ambiguïtés, entre des individus, dans une logique proche de celle du droit athénien.

### Chez Platon
Platon utilise le terme pour désigner la dialectique du prétendant et du rival. Dès lors que quelqu'un prétend quelque chose (savoir quelque chose, par exemple), un rival entre dans le jeu pour le contredire. 

### Chez Deleuze et Guattari
Gilles Deleuze et Félix Guattari voient dans l'amphisbetesis un trait proprement grec, celui de la culture de l'agôn (le débat antagonique), élevé au rang d'« athlétisme généralisé » (Qu'est-ce que la philosophie ?),. La dialectique qu'ils perçoivent chez Platon n'est pas une dialectique de contradiction ou de contraires, mais une dialectique de rivalités.